# Walter Streule
Walter Joseph Streule (11. srpen 1882, Curych, Švýcarsko – ?) byl švýcarský fotbalový útočník a sportovní manažer.

## Kariéra
Dva roky hrál za Juventus a v ročníku 1904 se stal nejlepším střelcem Italské ligy. V roce 1907 odešel do konkurenčního Turína. Poté ukončil kariéru a začal se věnovat sekretariátu klubu.

## Hráčské úspěchy

### Individuální
- 1x nejlepší střelec v lize (1902)